# لانچر ۵
لانچر ۵ یک نمایش پلیسی و معمایی بود به کارگردانی و نویسندگی پویا سعیدی و مسعود صرامی که در سال ۹۸ در تالار سایه تئاتر شهر و تئاتر مستقل تهران و تماشاخانه ایرانشهر به روی صحنه رفت.

## خلاصه داستان
سه قتل مرموز در فاصله یک ماه در پاسداری لانچر ۵ رخ داده‌است و سروان شایگان افسر دایره بازرسی از طرف ستاد کل مأمور حل و فصل پرونده می‌شود.

## بازیگران
بازیگران این نمایش (به ترتیب ورود به صحنه) عبارتند از:
- میلاد چنگی (در نقش صادقی)
- مرتضی سلطان محمدی (در نقش سلطون)
- فرشید روشنی (در نقش موسوی)
- امیر نوروزی (در نقش شایگان)
- صادق برقعی (در نقش بذرافشان)
- محمد حق‌شناس (در نقش عبدی)
- مجید یوسفی (در نقش کمالی)
- علی چایچی (در نقش نخعی)
- باسط رضایی (در نقش هرسینی)
- مجتبی یوسفی (در نقش تیغ نورد)
- پویا عربگری / عرفان امین (در نقش سعیدی)
- امیرحسین احمدی (در نقش کلباسی شاهی)
- منصور نصیری (در نقش بی‌سوده)

## جوایز و نامزدی‌ها
- تندیس بهترین نمایشنامه و بهترین بازیگری مرد در بیست و یکمین جشنواره تئاتر دانشگاهی[۲]
- نامزد بهترین نمایشنامه در جشنواره تئاتر فجر[۲]
- تقدیر بهترین بازیگر مرد و طراحی نور در جشنواره تئاتر فجر[۲]
- ‏نامزد دریافت چهار جایزه از بیست و یکمین جشنواره تئاتر دانشگاهی[۲]
- ‌ جایزه اول بهترین نمایش در بیستمین جشن انجمن منتقدان و نویسندگان خانه تئاتر [۳]